# قروش نائمة
القروش النائمة (الاسم العلمي: Somniosidae)، هي فصيلة من الأسماك تتبع رتبة القرشيات. التسمية القروش النائمة أتت بسبب بُطئ حركتهم وقلة نشاطهم البحري إضافةً إلى أنها من الأسماك الغير العدوانية. ويكثر تواجدها في جميع أنواع المياه من القطب الشمالي إلى القطب الجنوبي. وتتغذى على السبيدج الضخم.

## معرض صور

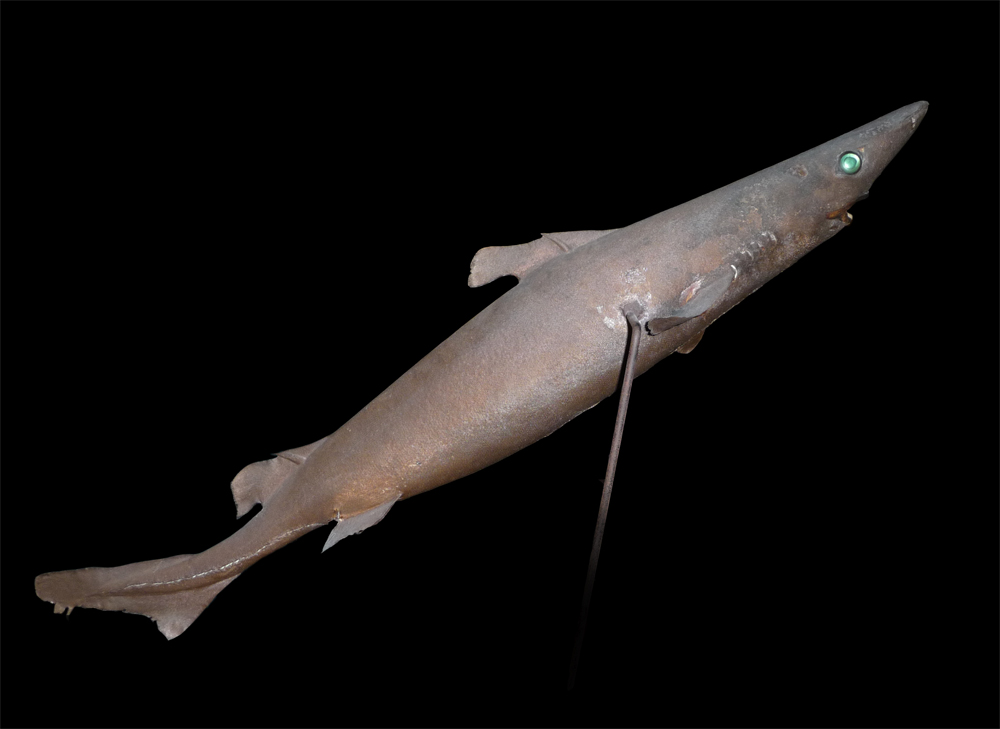
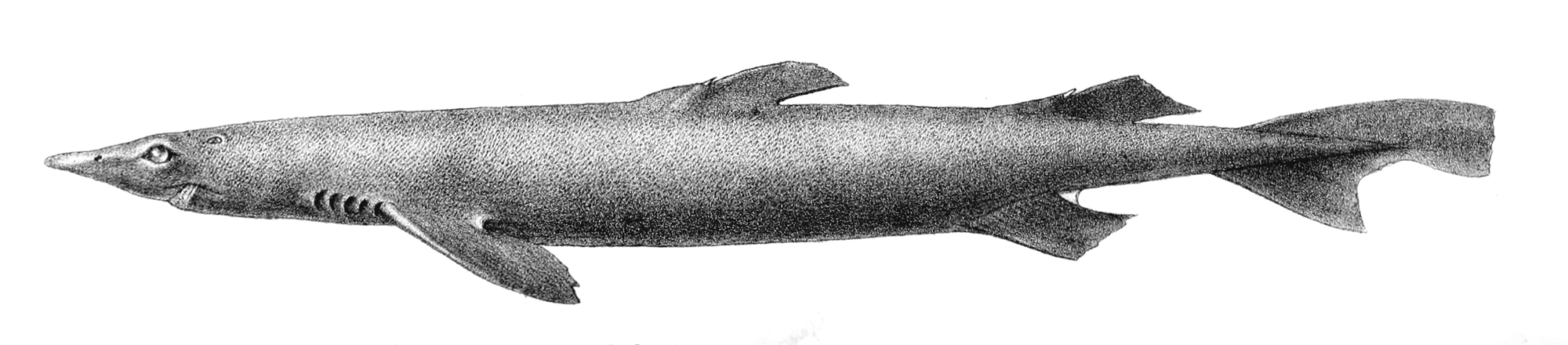
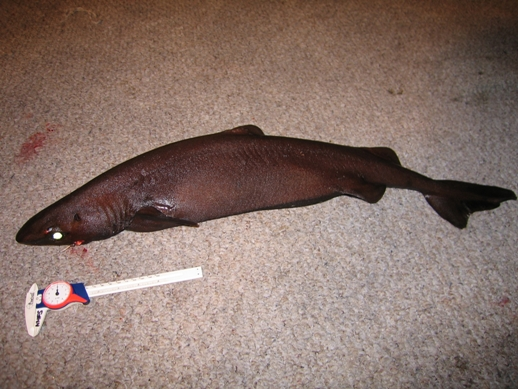